# Rhododendron lasiostylum
Rhododendron lasiostylum är en ljungväxtart som beskrevs av Bunzo Hayata. Rhododendron lasiostylum ingår i släktet rododendron, och familjen ljungväxter. Inga underarter finns listade i Catalogue of Life.